# Liste der Naturdenkmale im Landkreis Tübingen

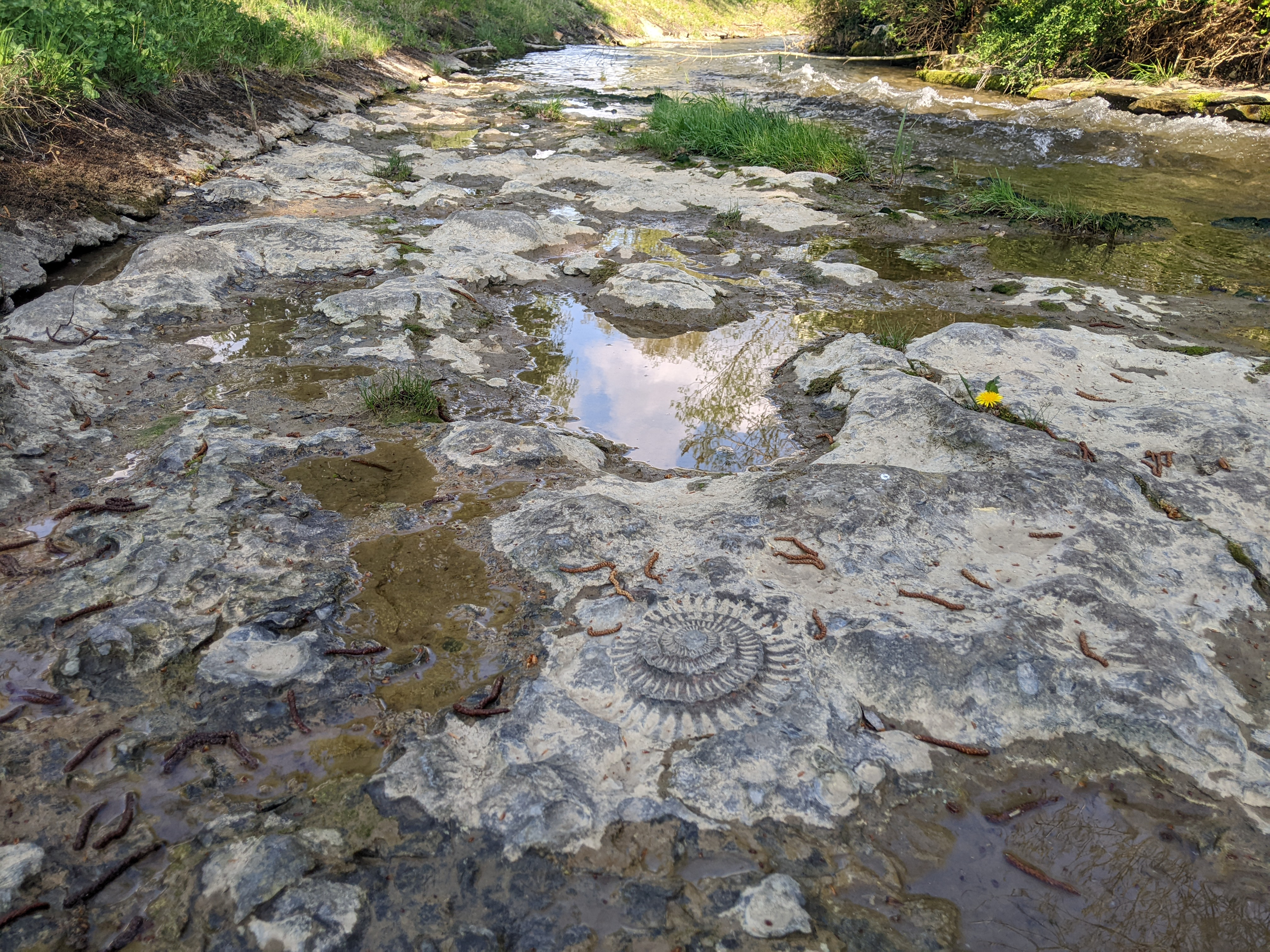
Naturdenkmal „Schneckenpflaster an der Steinlach“ in Ofterdingen

Die Liste der Naturdenkmale im Landkreis Tübingen nennt die Listen der in den Städten und Gemeinden im Landkreis Tübingen gelegenen Naturdenkmale. Im Landkreis Tübingen liegen Stand Juli 2024 insgesamt 17 flächenhafte Naturdenkmale (FND) und 82 als Naturdenkmal geschützte Einzelgebilde (END).

## Naturdenkmale im Landkreis Tübingen
Stand: 30. Juli 2024.
| Gemeinde             | Liste                                           | Anzahl END | Anzahl FND | Gesamt |
| -------------------- | ----------------------------------------------- | ---------- | ---------- | ------ |
| Ammerbuch            | Liste der Naturdenkmale in Ammerbuch            | 4          | 3          | 7      |
| Bodelshausen         | Liste der Naturdenkmale in Bodelshausen         | 4          | 0          | 4      |
| Dettenhausen         | Liste der Naturdenkmale in Dettenhausen         | 5          | 0          | 5      |
| Dußlingen            | Liste der Naturdenkmale in Dußlingen            | 5          | 1          | 6      |
| Gomaringen           | Liste der Naturdenkmale in Gomaringen           | 6          | 1          | 7      |
| Kirchentellinsfurt   | Liste der Naturdenkmale in Kirchentellinsfurt   | 1          | 1          | 2      |
| Kusterdingen         | Liste der Naturdenkmale in Kusterdingen         | 3          | 0          | 3      |
| Mössingen            | Liste der Naturdenkmale in Mössingen            | 6          | 0          | 6      |
| Nehren               | Liste der Naturdenkmale in Nehren (Württemberg) | 4          | 2          | 6      |
| Neustetten           | Liste der Naturdenkmale in Neustetten           | 5          | 1          | 6      |
| Ofterdingen          | Liste der Naturdenkmale in Ofterdingen          | 2          | 1          | 3      |
| Rottenburg am Neckar | Liste der Naturdenkmale in Rottenburg am Neckar | 17         | 3          | 20     |
| Starzach             | Liste der Naturdenkmale in Starzach             | 3          | 0          | 3      |
| Tübingen             | Liste der Naturdenkmale in Tübingen             | 17         | 5          | 22     |